# نورا أونور
نورا أونور (ولدت نورا كابالتيرا فيلامايور ؛ 21 مايو 1953) ممثلة فلبينية وفنانة تسجيل ومنتجة أفلام. ظهرت أونور أيضًا في العديد من المسرحيات والبرامج التلفزيونية والحفلات الموسيقية. وهي معروفة باسم «سوبر ستار» للسينما الفلبينية وتعتبر الفنانة الشعبية الوطنية. أطلقت عليها هوليوود ريبورتر «السيدة الكبرى للسينما الفلبينية» لأدائها في فيلم فخ.

## روابط خارجية
- نورا أونور على موقع IMDb (الإنجليزية)
- نورا أونور على موقع ألو سيني (الفرنسية)
- نورا أونور على موقع ميوزك برينز (الإنجليزية)
- نورا أونور على موقع تيرنر كلاسيك موفيز (الإنجليزية)
- نورا أونور على موقع أول موفي (الإنجليزية)
- نورا أونور على موقع قاعدة بيانات الأفلام السويدية (السويدية)
- نورا أونور على موقع ديسكوغز (الإنجليزية)
- نورا أونور على موقع قاعدة بيانات الفيلم (الإنجليزية)
- نورا أونور على موقع كينوبويسك (الروسية)